# 菲律宾共产党
菲律宾共产党，简称菲共（CPP），是菲律宾的非法共产主义政党，由何塞·马利亚·西松建立于1968年12月26日。1960年代后期开始针对菲律宾政权的游击战，旨在通过暴力革命推翻菲律宾政府，建立一个社会主义国家。至今仍然是一个地下政治组织，以秘密方式运作，领导着新人民军和菲律宾全国民主阵线。

## 历史

### 第一次大整风运动
1967年4月，大批菲律宾革命者脱离旧菲律宾共产党。1968年12月26日（毛泽东75周年诞辰），菲律宾共产党重建，发布建党文件，发起第一次大整风运动。
1969年3月29日，与贝尔纳贝·布斯凯诺领导的虎克军武装一起，组建新人民军，发起持久人民战争。1973年4月24日，建立菲律宾全国民主阵线。1973-1977年，菲律宾当局逮捕菲律宾共产党中央委员，党转入地下斗争。
在1985年大選中，菲律賓共產黨透過新爱国联盟參選，政見是要求美軍撤出菲律賓與土地改革。1986年，馬可仕下台，柯拉蓉當選總統。柯拉蓉總統任內曾和菲律賓共產黨進行和談，但共產黨要求的停止美國軍事與經濟援助以及土地改革，與柯拉蓉政府利益衝突太大。

### 第二次大整风运动
1992年，菲律宾共产党中央委员会召开第十次全体会议，批准整风文件，实施第二次大整风运动，宣称要回顾和省视历史上犯的错误，反思自1968年成立以来的所有错误。此后，党内形成“抵制派”（rejectionists）和“重申派”（reaffirmists）。1994年，从新人民军分裂出来的“亚历克斯·邦卡尧旅”与“抵制派”联合。1995年，“抵制派”另行组建菲律宾革命工人党。1998年，该党的中央吕宋组织另行组建菲律宾马列主义党。

### 近年发展
2008年1月，菲律宾国家警察局长表示，在2007年因菲律宾军事摧毁13个该党游击根据地，新人民军队叛军只有5700名成员，40000人在冲突中死亡。
2010年12月14日，新人民军杀死10名菲律宾当局士兵。
2011年3月26日，菲律宾共产党员在菲律宾首都马尼拉举行集会，庆祝新人民军建立40周年。
2013年5月6日，新人民军伏击杀死5名菲律宾当局士兵。5月27日，新人民军杀死7名菲律宾当局士兵，同时8名当局士兵受伤。 10月21日，新人民军杀死9名菲律宾当局士兵。
2016年，菲律宾共产党召开第二次代表大会。
2017年，被菲律宾总统罗德里戈·杜特尔特认定为恐怖主义集团。

## 意识形态
菲律宾共产党坚持马列毛主义（1995年前称马克思主义、列宁主义、毛泽东思想，1995年后则以毛主义为毛泽东思想的同义词）。 自称革命无产阶级政党，推崇马克思、恩格斯、列宁、斯大林和毛泽东。该党声称致力于在世界无产阶级革命中宣传进步的理论和实践。该党认为菲律宾社会是半封建半殖民地，目前应该进行新民主主义革命。菲律宾革命要用动力、目标、战略、战术和社会主义视角来审视。 民族民主革命之后实行社会主义革命。
该党的干部、指挥官学习其它共产党国家的思想政治研究、群众工作和军事训练。

## 国际关系
菲律宾共产党是马列主义政党和组织国际会议 (国际通讯)成员，还曾派代表出席共产党和工人党国际会议和国际共产主义研讨会。
菲共和中国的关系“1980年代就已断绝。”
2013年3月22日，印度共产党（毛主义）中央委员会宣布2013年3月22日至28日是“菲律宾革命团结周”，以示对菲律宾革命运动的支持。为此，印共（毛）中央专门出版了一本宣传小册子，作为对菲律宾革命运动的简短介绍。 2013年7月1日，菲共宣布2013年7月是“印度人民战争菲律宾团结月”，以表达对印共（毛）领导的印度人民战争的支持和团结。

## 合法组织
该党成员及与其有关联的人士创立了多个合法的外围组织，包括：
- 民族民主运动
- 菲律宾民族民主阵线
- 新爱国联盟
- 人民爱国联盟

## 出版物
菲律宾共产党的出版物多达20多种。重要的有：
- 《人民》：菲律宾共产党中央委员会全国出版物
- 《革命》（Rebolusyon）：菲律宾共产党中央委员会理论期刊
- 《解放》（Liberation）：菲律宾民族民主阵线官方出版物

另外，还设置有“自由菲律宾通讯社”，作为菲律宾共产党和菲律宾民族民主阵线的通讯社。